# Valentin Jordanov
Valentin Jordanov, född den 26 januari 1960 i Bulgarien, är en bulgarisk brottare som tog OS-brons i flugviktsbrottning i fristilsklassen 1992 i Barcelona och därefter OS-guld i samma viktklass 1996 i Atlanta.  